# Лютмер, Фердинанд
Фердинанд Карл Гейнрих Лютмер (нем. Ferdinand Luthmer; 4 июня 1842, Кёльн — 23 января 1921, Франкфурт-на-Майне) — немецкий искусствовед, архитектор, куратор и специалист по исследованиям замков, писатель
, историк искусства, рисовальщик.

## Биография
Изучал архитектуру в Берлинской строительной академии, ученик Рихарда Луке и Фридриха Адлера. Стажировался за границей в Италии и Франции, в 1871 году преподавал в художественно-промышленном музее в Берлине. Одновременно также работал архитектором. В 1873 года спроектировал виллу для строительного подрядчика из Геры Георга Фосса, которая послужила образцом для последующих вилл. В 1875 году стал преподавателем в Берлинской академии искусств.
С 1879 года был директором художественно-промышленной школы и художественно-промышленного музея во Франкфурте на Майне. Занимал эту должность до выхода на пенсию в 1912 году. В 1885 году ему было присвоено звание профессора.
Автор многочисленных трудов по истории и современной технике художественной промышленности, декоративной живописи и орнаменту. Его наиболее важной работой является графическая документация многочисленных памятников.

## Избранные публикации

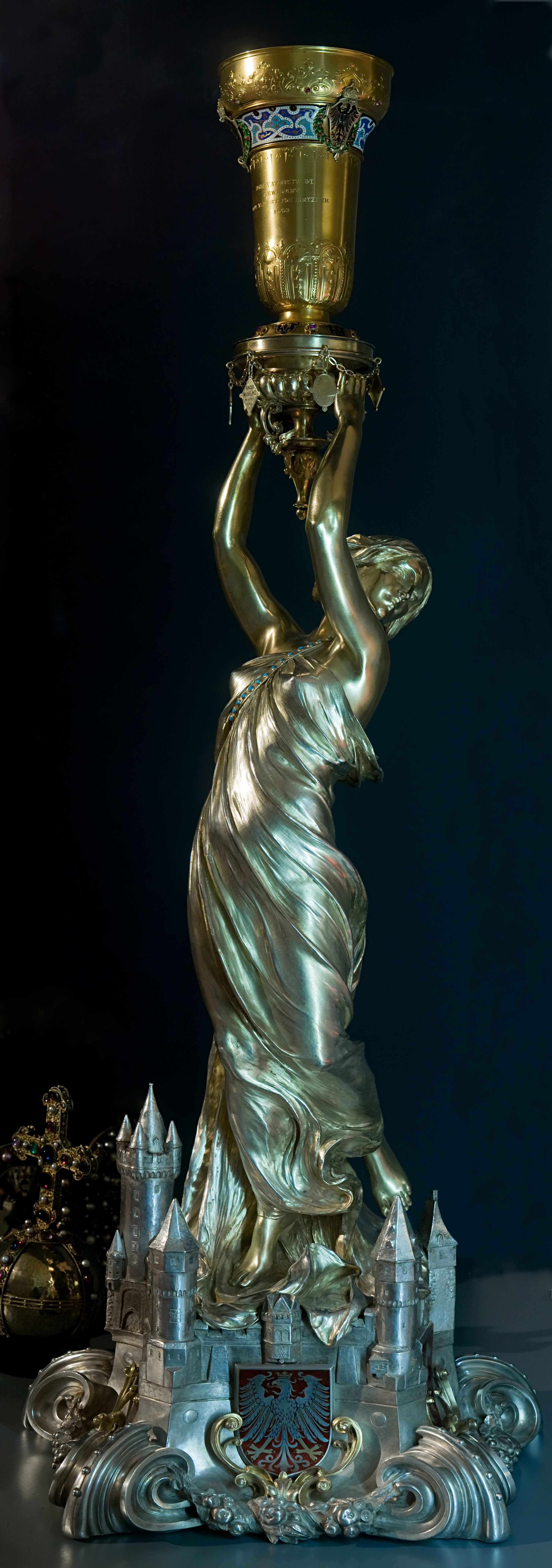
Кубок Кайзера 1903 года по проекту Лютмера (Исторический музей Франкфурта)

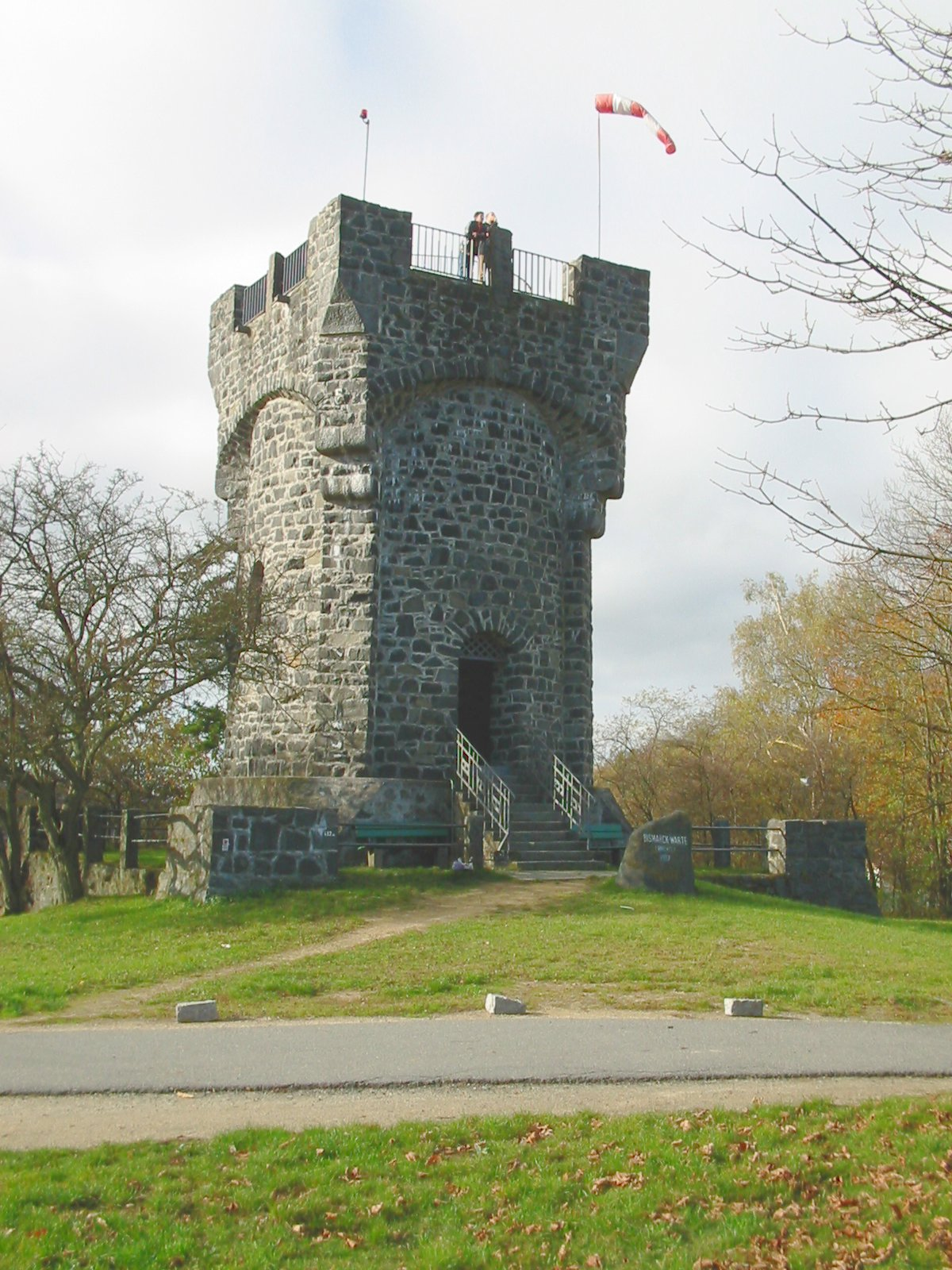
Обсерватория Бисмарка в Линденфельсе, спроектированная Лютмером

- «Goldschmuck der Renaissance» (Б., 1881);
- «Der Schatz d. Fr. Karl v. Rothschild. Meisterwerke alter Goldschmiedekunst aus dem XIV bis XVIII Jahrh.» (100 табл., Франкфурт на Майне, 1882—85);
- «Werkbuch des Tapezierers» (1884);
- «Malerische Innenräume moderner Wohnungen» (50 табл., 1884—88);
- «Malerische Innenräume aus Gegenwart und Vergangenheit» (25 табл., 1888 и 1892);
- «Flachornamente im Stil der deutschen Renaissance» (Карлсруэ, 1887);
- «Gold und Silber. Handbuch der Goldschmiedekunst» (Лейпциг, 1888);
- «Das Email» (Лейпциг, 1892);
- «Blütenformen als Motive für Elachornamente» (Берлин, 1893);
- «Flachornamente auf der Grundlage der Naturformen» (Карлсруэ, 1895);
- «Roman. Ornamente und Baudenkmäler» (60 табл., 1896 и 1903);
- «Sammlung v. Innenräumen d. Louis XV und Empirestils» (30 табл., 1897, нов. изд. 1903);
- «Werkbuch des Dekorateurs» (1897);
- «Das deutsche Wohnhaus der Renaissance» (Б., 1897);
- «Got. Ornamenten aus Baudenkmälern des XIII bis XVI Jahrh.» (30 табл., 1900);
- «Deutsche Möbel der Vergangenheit» (Лпц., 1902) и др.